# Вена Пикола (Асколи Пичено)
Вена Пикола (итал. Vena Piccola) насеље је у Италији у округу Асколи Пичено, региону Марке.
Према процени из 2011. у насељу је живело 39 становника. Насеље се налази на надморској висини од 370 м.